# Aquàrium Municipal de Santa Pola
L'Aquàrium Municipal és un aquari públic que es troba a Santa Pola (Baix Vinalopó), País Valencià. Es va inaugurar el 1983 i dedica les seues instal·lacions a mostrar part de la fauna de la mar Mediterrània, de manera que és un important instrument per conéixer la riquesa del fons marí amb l'objectiu d'entretindre i informar, així com conscienciar el visitant de la necessitat de la seua conservació.
Les instal·lacions del museu totalitzen una superfície de 707 m², dels quals 202 m² estan ocupats pels nou tancs expositors, que mantenen una capacitat d'aigua marina superior als 210 m³. En ells se situen nombroses espècies autòctones de la Mediterrània, on es poden observar els seus hàbits i costums. La majoria de les espècies han sigut donades pels mateixos mariners de Santa Pola i hi inclouen Epinephelus marginatus, Spirographis spallanzani, Pinna nobilis, Mustelus mustelus, etc.
L'aigua de les instal·lacions es canvia setmanalment en un 25% mitjançant un sistema de recirculació connectat directament amb la mar i es manté en circuit tancat de filtració. La depuració s'efectua mitjançant un sistema de filtre mecànic i biològic al que se li injecta ozó per permetre mantenir un grau elevat d'oxidació. Així, es manté un equilibri òptim de la composició de l'aigua.
Cal destacar també que l'aquari compta amb una sala d'audiovisuals en la qual es projecten documentals.